# Intent d'assassinat de l'alcalde de Shiraoi
L'intent d'assassinat de l'alcalde de Shiraoi, Asari Giichi (浅利義市), es va cometre el 8 de març de 1974 per un jove de 22 anys d'Hiroshima, d'ètnia japonesa, anomenat Yagi Tatsumi en el despatx de l'alcalde de Shiraoi, una petita ciutat de Hokkaido.
Tatsumi va irrompre el despatx i el va apunyalar en el coll després de llegir una declaració que denunciava l'explotació i mercantilització del poble ainu de Hokkaido. L'incident va formar part d'una sèrie d'accions violentes antijaponeses realitzades per grups proainu com el Front Armat Antijaponès d'Àsia Oriental.

## Context
L'auge de la contracultura de la dècada de 1960 a tot el món va donar lloc a un creixent moviment a favor dels drets dels ainus, tant en les comunitats ainus com en les no ainus. El moviment pels drets dels ainus va consistir principalment en protestes organitzades i en la destrucció de monuments. No obstant això, el moviment també va implicar múltiples casos de violència greu, com l'atemptat del Fusetsu no Gunzo i de l'Institut de Cultures del Nord en 1972. Tot i que la majoria d'aquests incidents relacionats amb els ainus, no van ser pas perpetrats per ells, van provocar un augment de la tensió i de l'atenció sobre el «problema ainu».
La petita ciutat de Shiraoi, a Hokkaido, havia estat un destí popular per al turisme cultural al llarg del segle xx. Nombrosos habitants s'havien queixat de la mercantilització dels ainus amb finalitats turístics; un d'ells va descriure com a «esquinçador veure a aquests "turistes ainus" als quals se'ls havia robat la seva pròpia subjectivitat». Tatsumi, l'autor de l'apunyalament, va afirmar que aquests «turistes ainus» estaven sent explotats: fabricaven i venien artefactes culturals, però rebien salaris baixos, i els diners obtinguts anava a parar a l'ètnia japonesa.

## Conseqüències
L'intent d'assassinat va fracassar i Giichi va sobreviure. No obstant això, els actes de violència van continuar, amb un incendi provocat amb la mateixa intenció el setembre de 1974 en Shiraoi. En una política més reformista, a mitjan dècada de 1970 es va formar l'Associació Hokkaido Utari per a abordar el problema de la mercantilització de la cultura ainu per la qual Giichi va ser atacat. Els ainus se’n van posar en contra de la violència contínua dels japonesos ètnics, la qual cosa va portar a un canvi de paradigma entre els ainus cap als centres turístics d'aquesta ètnia. La cadena de violència va posar en marxa els estudis sobre la cultura ainu i la transformació dels centres turístics ainu en llocs on es protegeix la cultura i la identitat ainu i es crea un fòrum per als ainus de tot Hokkaido.